# خواجه عبدالرحیم خلوتی
خواجه عبدالرحیم خلوتی خطاط، صوفی و عارف قرن نهم هجری قمری (وفات ۸۵۹ هجری قمری) می‌باشد. بر اساس کتاب روضات الجنان ابن کربلایی در سرخاب (در حظیره بابا مزید، در محله قدیمی سرخاب تبریز که مقبره الشعرای تبریز نیز در آن محله می‌باشد)، مدفون است. وی فرزند مولانا شمس الدین محمد قطابی مشرقی تبریزی مشهور به شمس الدین قطابی است که در تبریز چشم به جهان گشود.
خواجه خلوتی در اوایل جوانی همانند پدرش مرید ملا محمد شیرین مغربی تبریزی مشهور به مغربی تبریزی بوده ولی بعدها به خدمت دیگر بزرگان زمان خود نظیر خواجه علی صفوی، شیخ زین‌الدین خوافی و شیخ کال خجندی نیز رسیده‌است.
وی تا قبل از مرگ برادرش خواجه عبدالحی بواسطه اشتغال به علوم ظاهری و باطنی و تصوف، چندان توجهی به خوشنویسی نداشت و آن را به برادر خود واگذار کرده بود ولی بعد از مرگ برادر، به خط رجوع کرده و به هنر خوشنویسی بسیار شهرت یافت و مشهور بود که در چهل روز یک مصحف می‌نوشته‌است.
متأسفانه اطلاعات بسیار محدودی در مورد خواجه خلوتی وجود دارد و تنها کتابی که شرح مفصلی از تاریخچه زندگی مشرقی وجود دارد، کتاب روضات الجنان است که به شرح زندگی دانشمندان، صوفیان و اولیای تبریز پرداخته‌است که در سال ۹۷۵ هجری توسط حافظ حسین بن کربلایی تألیف شده‌است.

## آثار خواجه عبدالرحیم خلوتی
متأسفانه اثری از خواجه عبدالرحیم خلوتی باقی نمانده‌است ولی بر اساس کتاب روضات الجنان نوشته ابن کربلایی آثار وی در علم تصوف بوده‌اند که برخی از آنها شرح زیر می‌باشد:
- «مفاتیح الغیب»
- حاشیه بر «شرح اصطلاحات صوفیه» شیخ عبدالرزاق کاشی (کاشانی)
- شرح بر «رباعی حورائیه» ابوسعید ابوالخیر
- شرح «رساله النصوص» شیخ صدرالدین محمد قونوی
- شرح بر «قصیده میمیه خمریه» ابن فارض
- رساله سنه سرمدیه
- رساله مرآه العباد فی معرفه المعاد
- شرحی بر ابیات مشکله «گلشن راز» شیخ محمود شبستری

بر اساس مستدلات دکتر سید ابوطالب میر عابدینی در مقدمه دیوان شمس مشرقی و بر خلاف نظر لئونارد لویسن در مقالات و نوشته هایش این دیوان متعلق به پدر خواجه عبدالرحیم یعنی شمس مشرقی می‌باشد.